# Columbus-Gletscher
Der Columbus-Gletscher ist ein 13,5 km langer Gletscher an der Grenze von Alaska (USA) und Yukon (Kanada). 
Der 5,5 km breite Columbus-Gletscher bildet den östlichen Teil des Bagley Icefield. Das Nährgebiet befindet sich auf einer Höhe von 2000 m knapp 4,5 km östlich der Grenze auf kanadischem Territorium. Im Osten grenzt er an den Sewardgletscher, der nach Osten strömt. Der Columbus-Gletscher strömt nach Westen. Dabei wird er im Süden von den Bergen Mount Saint Elias und Mount Huxley flankiert. Der Columbus-Gletscher reicht nach Westen bis zur Einmündung des Quintino-Sella-Gletschers.
Als Luigi Amedeo di Savoia-Aosta, Herzog der Abruzzen, am 31. Juli 1897 den Mount Saint Elias erstbestieg und den Gletscher nördlich davon erblickte, benannte er diesen nach Christoph Kolumbus.